# Andy Hallett
Andy Hallett, född 4 augusti 1975 i Osterville, Massachusetts, död 29 mars 2009 i Los Angeles, Kalifornien, var en amerikansk skådespelare, främst känd för rollen som demonen Lorne i TV-serien Angel. Han medverkade i 76 avsnitt.
Efter en 5-årig kamp mot hjärtsjukdom och med minst tre sjukhusinläggningar dog Hallett den 29 mars 2009 på Cedars-Sinai Hospital i Los Angeles med sin far Dave Hallett vid sin sida.